# Zuid-Pemba
Zuid-Pemba is een van de twee Tanzaniaanse administratieve regio's op het eiland Pemba en een van Tanzania's 26 regio's in totaal. De regio is de op een na kleinste van het land qua oppervlakte en de op twee na kleinste qua aantal inwoners, met respectievelijk 332 vierkante kilometer en ruim 176.000 inwoners. De hoofdstad van Zuid-Pemba is Mkoani. De regio ontstond rond 1984 toen bij de opsplitsing van Pemba in een noordelijke regio en een zuidelijke regio.

## Grenzen
De regio Zuid-Pemba ligt ten oosten van de regio Tanga op het vasteland van Tanzania.
 De eilandregio wordt volledig omgeven door de Indische Oceaan behalve in het noorden waar de regio Noord-Pemba aangrenst.

## Districten
De regio is onderverdeeld in twee districten:
- Chake
- Mkoani